# Skwer Kazimierza Nowaka w Poznaniu
Skwer Kazimierza Nowaka w Poznaniu (dawniej zwyczajowo określany jako Lejek Łazarski) – niewielki skwer na poznańskim Łazarzu, stanowiący zachodni fragment Rynku Łazarskiego, aż do ul. Głogowskiej. Ma lejkowaty (trójkątny) kształt. Obecna nazwa skweru, nadana w 2012, upamiętnia podróżnika Kazimierza Nowaka.
Obszar skweru ukształtował się wraz z zabudową całej dzielnicy na przełomie XIX i XX wieku. Podobnie jak cały Rynek Łazarski, skwer obudowany jest wielopiętrowymi kamienicami z różnych lat (w tym powojennymi). W latach 2004–2009 obszar skweru został uporządkowany – wykonano małą architekturę i zieleń. Wcześniej był to obszar dość zaniedbany – odbywał się tutaj drobny handel. Na środku skweru funkcjonowała toaleta publiczna.
W latach 2020–2021 prowadzona jest rewitalizacja Rynku Łazarskiego. W jej ramach skwer stanie się deptakiem.